# قزلجة (طغامين)
قزلجة (بالفارسية: قزلجه) هي قرية تقع في إيران في قسم طغامین الريفي. يقدر عدد سكانها بـ 155 نسمة بحسب إحصاء 2016.